# 11247 Вілберрайт
11247 Вілберрайт (11247 Wilburwright) — астероїд головного поясу, відкритий 16 жовтня 1977 року.
Тіссеранів параметр щодо Юпітера — 3,162.